# Dudley Messenger
Dudley Messenger est un ingénieur du son britannique né en 1919 à Barnet (alors dans le Middlesex et désormais dans le Grand Londres).

## Filmographie (sélection)
- 1952 : La Femme du planteur (The Planter's Wife) de Ken Annakin
- 1953 : Tournez la clef doucement (Turn the Key Softly) de Jack Lee
- 1954 : La Flamme pourpre (The Purple Plain) de Robert Parrish
- 1954 : Moana, fille des tropiques (The Seekers) de Ken Annakin
- 1954 : L'Homme au million (The Million Pound Note) de Ronald Neame
- 1955 : L'Emprisonné (The Prisoner) de Peter Glenville
- 1955 : Simba de Brian Desmond Hurst
- 1956 : La Maison des secrets (House of Secrets) de Guy Green
- 1956 : Jacqueline de Roy Ward Baker
- 1956 : Le Secret des tentes noires (The Black Tent) de Brian Desmond Hurst
- 1957 : Frontière dangereuse (Across the Bridge) de Ken Annakin
- 1958 : La Blonde et le Shérif (The Sheriff of Fractured Jaw) de Raoul Walsh
- 1959 : Opération Scotland Yard (Sapphire) de Basil Dearden
- 1959 : La Lorelei brune (Whirlpool) de Lewis Allen
- 1960 : L'Amour en pilules (Doctor in Love) de Ralph Thomas
- 1960 : Coulez le Bismarck ! (Sink the Bismarck!) de Lewis Gilbert
- 1961 : Non, ma fille, non ! (No, My Darling Daughter) de Ralph Thomas
- 1961 : Flammes dans la rue (Flame in the Streets) de Roy Ward Baker
- 1961 : Pas d'amour pour Johnny (No Love for Johnnie) de Ralph Thomas
- 1961 : Le Cavalier noir (The Singer Not the Song) de Roy Ward Baker
- 1962 : Les Enfants du capitaine Grant (In Search of the Castaways) de Robert Stevenson
- 1962 : The Wild and the Willing de Ralph Thomas
- 1963 : Docteur ne coupez pas (A Stitch in Time) de Robert Asher
- 1963 : L'Indic (The Informers) de Ken Annakin
- 1963 : 80,000 Suspects de Val Guest
- 1963 : Docteur en détresse (Doctor in Distress) de Ralph Thomas
- 1963 : La Souris sur la Lune (The Mouse on the Moon) de Richard Lester
- 1964 : Goldfinger de Guy Hamilton
- 1964 : La Baie aux émeraudes (The Moon-Spinners) de James Neilson
- 1966 : Le Gentleman de Londres (Kaleidoscope) de Jack Smight
- 1967 : Les Turbans rouges (The Long Duel) de Ken Annakin
- 1967 : La Nuit de la grande chaleur (Night of the Big Heat) de Terence Fisher
- 1967 : Plus féroces que les mâles (Deadlier Than the Male) de Ralph Thomas
- 1968 : Mandat d'arrêt (Nobody Runs Forever) de Ralph Thomas
- 1969 : L'Homme le plus dangereux du monde (The Chairman) de J. Lee Thompson
- 1969 : Assassinats en tous genres (The Assassination Bureau) de Basil Dearden
- 1970 : La Vie privée de Sherlock Holmes (The Private Life of Sherlock Holmes) de Billy Wilder